# Mount Bodys
Mount Bodys är ett berg i Antarktis. Det ligger i Västantarktis. Argentina, Chile och Storbritannien gör anspråk på området. Toppen på Mount Bodys är 1 220 meter över havet. Mount Bodys ingår i Princess Royal Range.
Terrängen runt Mount Bodys är varierad. Havet är nära Mount Bodys åt sydost. Trakten är obefolkad. Det finns inga samhällen i närheten.